# Operation Restore Hope
Operation Restore Hope (englisch für Operation Wiederherstellung der Hoffnung) war eine von den Vereinten Nationen gestützte Militäraktion der USA in Somalia 1992/93. Offizielles Ziel war es, humanitäre Hilfe für die Opfer von Bürgerkrieg und Hungersnot zu leisten sowie die öffentliche Ordnung wiederherzustellen und eine Zentralregierung für Somalia zu installieren.

## Geschichte

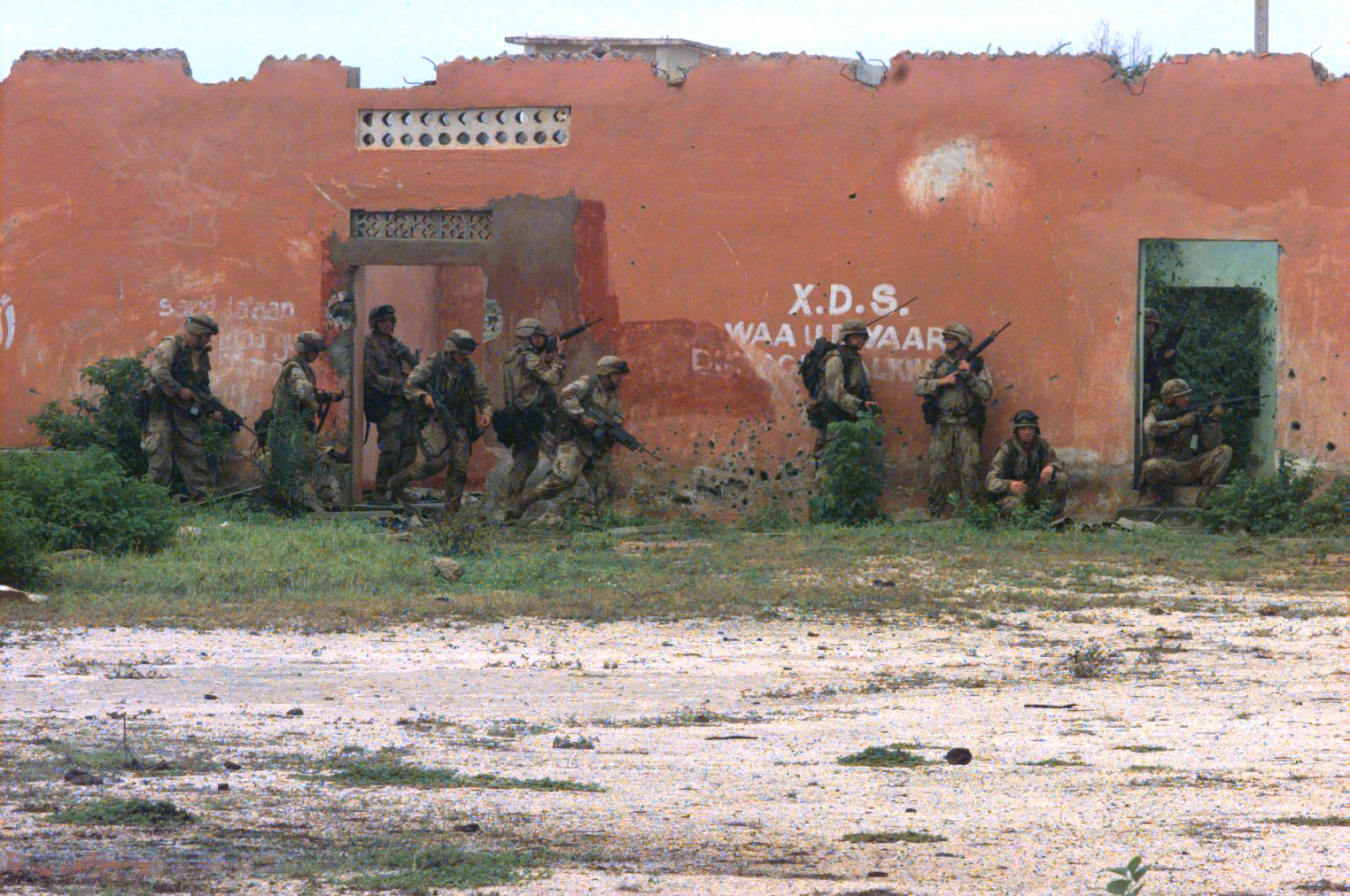
US-Soldaten während eines Einsatzes im Norden von Mogadischu, Januar 1993

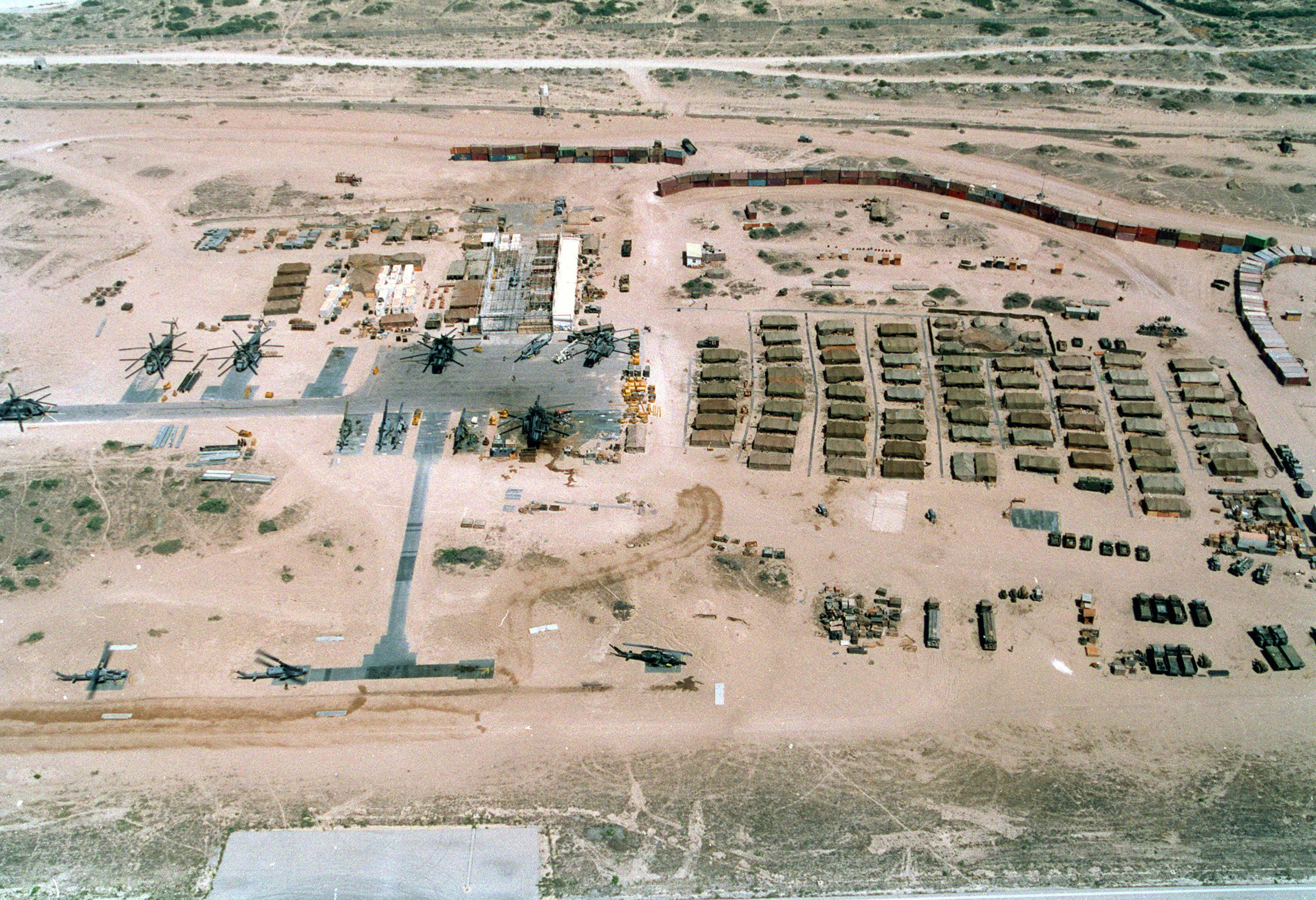
Air Combat Element der US Marine Forces Somalia am Flughafen von Mogadischu, Februar 1993

Angesichts der Schwierigkeiten der seit April 1992 bestehenden UN-Mission UNOSOM boten die USA an, eine multinationale Truppe UNITAF unter eigener Führung zur Unterstützung zu entsenden. Der Sicherheitsrat der Vereinten Nationen billigte die Entsendung der UNITAF mit der Resolution 794 vom 3. Dezember 1992 und unterstellte ihr die UNOSOM-Operationen. Am 9. Dezember gingen die ersten UNITAF-Truppen darunter die I. Marine Expeditionary Force aus den USA an der somalischen Küste an Land. Kommandeur war Generalleutnant Robert B. Johnston. Rund 1.300 Marines landeten bereits am 9. Dezember per Helikopter auf dem Flughafen Mogadischu. Die „Task Force Mountain“ als US-amerikanischen Teil der UNITAF bestand aus Teilen der 2. Brigade der 10. US-Gebirgsdivision und rund 10.000 Soldaten. Kommandiert von Brigadegeneral Lawson William Magruder III, ab 22. Dezember 1992 von Generalmajor Steven L. Arnold.

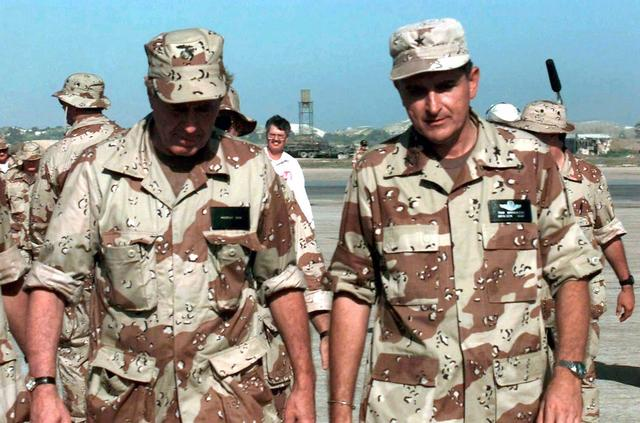
US-Präsident George H. W. Bush (links) mit Brigadegeneral Thomas Mikolajcik in Somalia

Am 28. Dezember 1992 verlegte die Task Force TF 2–87 bestehend aus einem US-Infanteriebataillon und der 1st Canadian Airborne Battle Group von Mogadischu nach Beledweyne (Belet Uen). Eine weitere Task Force TF 3–14, bestehend aus einem anderen US-Infanteriebataillon wurde direkt aus den USA nach Somalia eingeflogen und in der Region Kismaayo stationiert. Zudem war ein Element der United States Special Operations Command Central bestehend aus fünf „Operational Detachment A (ODA)- Teams“ der 5th Special Forces Group (Airborne) zur psychologischen Kriegsführung in Mogadischu stationiert, dessen Hauptquartier als Joint Special Operations Forces–Somalia (JSOFOR) bezeichnet wurde. Am 1. Januar 1993 beendete US-Präsident George H. W. Bush seinen Besuch in Somalia. Auf seiner Reise besuchte er die von der Hungersnot betroffene Stadt Baidoa, die Hauptstadt Mogadischu und die auf dem Militärflugplatz Balidogle im Süden des Landes stationierten US-Truppen. Er kehrte danach auf das vor der Küste operierende amphibische Kriegsschiff USS Tripoli (LPH-10) zurück. Am darauffolgenden Tag reiste Bush nach Moskau zur Unterzeichnung des START II-Abrüstungsvertrages.
Die UNOSOM/UNITAF wurde jedoch von diversen somalischen Kriegsherren, namentlich von Mohammed Farah Aidid, bekämpft. Teile der somalischen Bevölkerung – wie auch manche westliche Beobachter – unterstellten den USA auch weniger edle Motive wie die Erlangung der Kontrolle über Erdölvorräte oder die dauerhafte Errichtung von Militärbasen am strategisch wichtigen Horn von Afrika. Da sich die USA zudem im Laufe der Operation spezifisch gegen Aidid wandten, büßte diese, und mit ihr die gesamte UNOSOM, an Neutralität ein und wurde zusehends in Kämpfe mit somalischen Milizen verwickelt.
Als Ende der Operation Restore Hope wird oft der 3. März 1993 angegeben, als das Mandat der UNOSOM/UNITAF an die UNOSOM II übertragen wurde. Die USA bezeichneten die Folgeoperation im Rahmen der UNOSOM II als „Operation Continue Hope“. Nachdem in der „Schlacht von Mogadischu“ am 3./4. Oktober 1993 18 US-Soldaten getötet worden waren, zogen die USA bis Ende März 1994 ihre Truppen aus Somalia ab.